# Sommelier

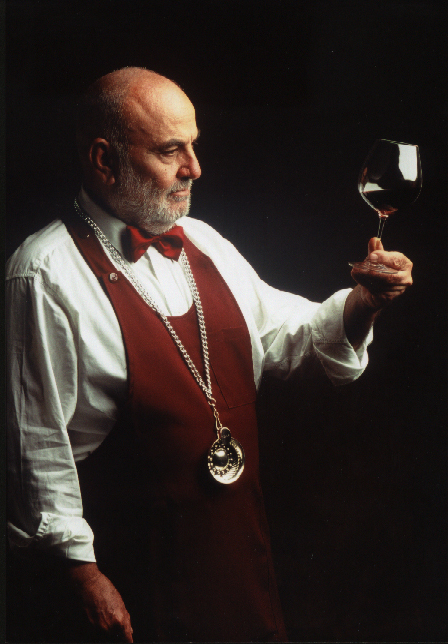
Ein Sommelier mit Schürze bei der optischen Beurteilung des Weines, an der Halskette hängt ein Tastevin (Probierschale)

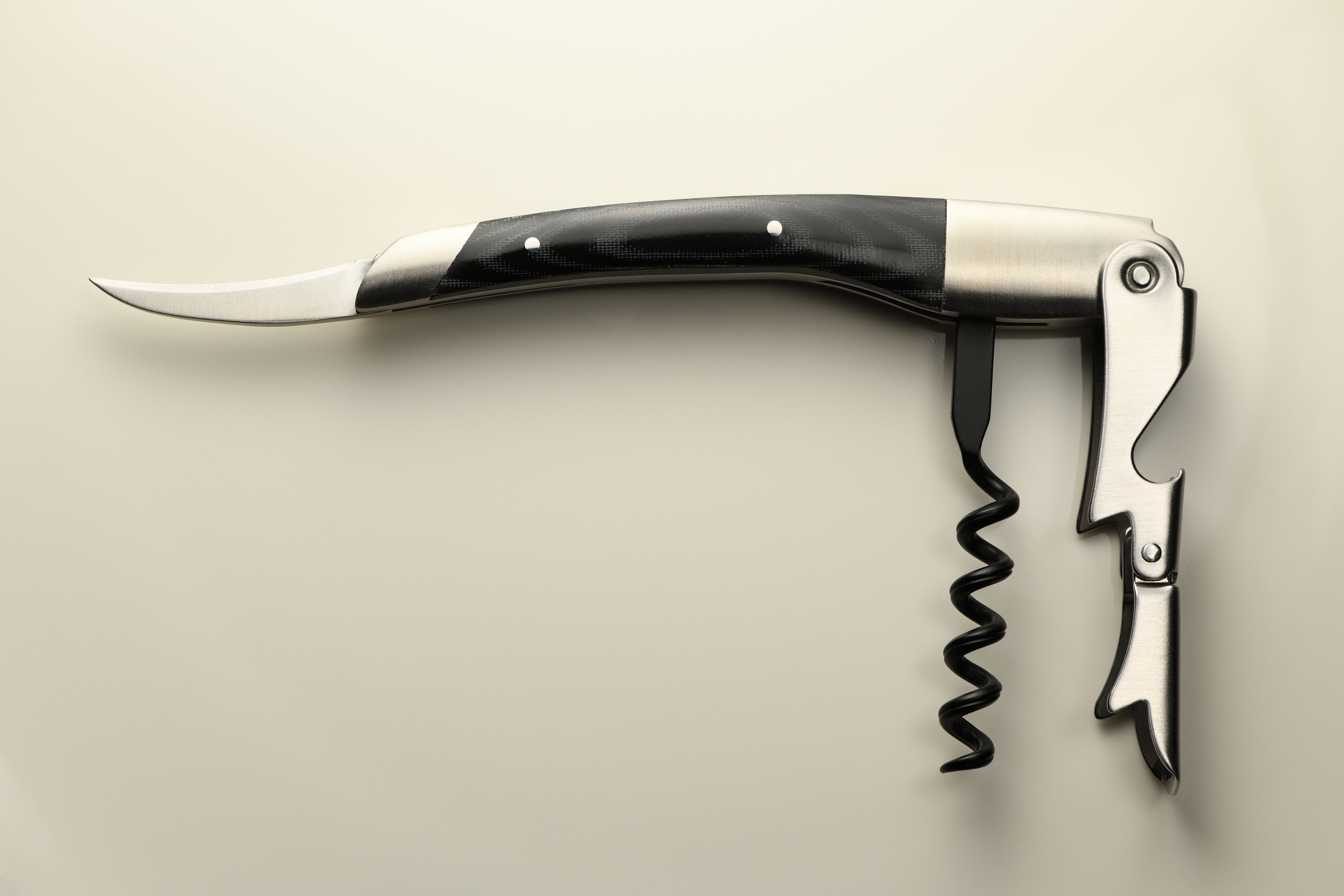
Handwerkszeug des Sommeliers, das Sommeliermesser

Ein Sommelier [sɔməlje] (französisch, weibliche Form: Sommelière), auch Weinkellner, arbeitet entweder in einem Restaurant und berät die Gäste und den Inhaber über das Weinangebot des Hauses oder er ist beratend im Weinhandel tätig. Im Restaurant empfiehlt er den Gästen passende Weine zu ihren Speisen. Er ist auch verantwortlich für den Aufbau, die Bestellung, Lagerung und den Lagerbestand des Weinsortimentes und entscheidet, wann welcher Wein nach der Reifung verkauft werden kann. In Restaurants mit einem umfangreichen und hochwertigen Weinkeller trägt der Sommelier die Verantwortung für einen hohen Bestandswert der gelagerten Weine.
Commis Sommelier ist eine Bezeichnung für junge Restaurantmitarbeiter, die sich verstärkt der Weinempfehlung im Restaurant widmen. In den USA ist die Bezeichnung Master-Sommelier gängig.

## Begriffsgeschichte
Der Ursprung des Begriffs liegt im griechischen Wort sagma (altgriechisch σάγμα, Packsattel‘, zu sattō ‚packen‘), das in derselben Bedeutung ins Lateinische übernommen wurde und im Französischen zu somme wurde. Das Wort sommelier bezeichnete im 13. Jahrhundert den Säumer, also den Führer der Saumtiere. Im 14. Jahrhundert wurde der mit Verwahrung und Transport des Gepäcks zuständige Angestellte so bezeichnet. Ab dem 17. Jahrhundert findet man den Begriff erstmals als Bezeichnung für den im Haushalt für die Ausgaben für Wein zuständigen Angestellten, ab 1812 auch als Berufsbezeichnung in der Gastronomie.

## Qualifikation
Der Titel Sommelier ist nicht geschützt. Deshalb darf sich auch eine geschulte Servicekraft im normalen Restaurantbetrieb als Sommelier bezeichnen.
Geprüfter Sommelier (IHK) ist ein deutscher, öffentlich-rechtlich anerkannter Abschluss, der vor einer Industrie- und Handelskammer (IHK) abgelegt wird. Die für Fachleute aus Gastronomie, Hotellerie und im Weinhandel gedachte Fortbildung zum Sommelier dauert drei Wochen bis sechs Monate und wird als Teilzeitlehrgang, Kompaktkurs, Vollzeitkurs und als Fernstudium angeboten.
Auch in Österreich gibt es keine geregelte Ausbildung, jedoch bietet das Wirtschaftsförderungsinstitut (Wifi) in verschiedenen Bundesländern Kurse auf unterschiedlichen Niveaus an: Abgesehen von dem Einsteigerkurs „Weinexperte“ sind dies die Kursstufen „Jung-Sommelier“ (60 Lehreinheiten), „Sommelier Österreich“ (132 Lehreinheiten) und „Diplom-Sommelier“ (128 Lehreinheiten). Letzterer endet mit der Verleihung eines Diploms, das als Qualifikation für hochklassige nationale und internationale Gastronomie anerkannt ist. Bundesweit bieten über 40 berufsbildende Schulen ihrerseits ebenfalls die Ausbildung zum Jungsommelier an. Diese gilt als Vorstufe für den Wifi-Lehrgang zum Diplom-Sommelier und ersetzt bei vorhandener Lehrabschlussprüfung drei Jahre der für den Antritt zur Diplom-Sommelier-Prüfung erforderlichen fünfjährigen Berufspraxis.